# Liste von Sakralbauten in Eisenach
Die Liste von Sakralbauten in Eisenach enthält die bestehenden Kirchengebäude und sonstigen Sakralbauten in der Stadt Eisenach im Wartburgkreis in Thüringen. Ebenfalls wurden zwei ehemalige kirchlich genutzte Gebäude berücksichtigt, die heute einer anderen Nutzung zugeführt sind.
Über die abgegangenen, meist spurlos verschwundenen Klöster, Kirchen und Sakralbauten im Stadtgebiet informiert der Artikel Liste ehemaliger Sakralbauten in Eisenach.

## Liste
| Bild | Name                                    | Stadtteil                                                            | Konfession der Gemeinde                       |
| ---- | --------------------------------------- | -------------------------------------------------------------------- | --------------------------------------------- |
|      | Annenkirche                             | Eisenach Georgenstraße 62 50° 58′ 35,5″ N, 10° 18′ 50,4″ O           | evangelisch-lutherisch                        |
|      | City Church Eisenach                    | Eisenach Nordplatz 22 50° 59′ 42,3″ N, 10° 18′ 35,8″ O               | Pfingstgemeinde                               |
|      | Evangelisch freikirchliche Gemeinde     | Eisenach Julius-Lippold-Straße 13 50° 59′ 7,4″ N, 10° 18′ 41,6″ O    | Baptisten                                     |
|      | Clemenskapelle                          | Eisenach Clemensstraße 2 50° 58′ 36,6″ N, 10° 20′ 9,8″ O             | evangelisch-lutherisch                        |
|      | Elia-Kapelle                            | Eisenach Friedenstraße 2 50° 58′ 33,4″ N, 10° 19′ 33,4″ O            | evangelisch-lutherisch                        |
|      | St.-Elisabeth-Kirche                    | Eisenach Sophienstraße 50° 58′ 33,4″ N, 10° 19′ 33,4″ O              | katholisch                                    |
|      | St.-Georgen-Kirche                      | Eisenach Markt 50° 58′ 33,4″ N, 10° 19′ 33,4″ O                      | evangelisch-lutherisch                        |
|      | Johanneskirche                          | Eisenach Am Gebräun 56 50° 59′ 43,6″ N, 10° 18′ 3,6″ O               | evangelisch-lutherisch                        |
|      | Kreuzkirche                             | Eisenach 50° 58′ 27,2″ N, 10° 18′ 55,7″ O                            | (profaniert)                                  |
|      | Michaeliskirche                         | Eisenach Am Ramsberg 11 50° 59′ 6″ N, 10° 17′ 57,8″ O                | (profaniert)                                  |
|      | Villa Pflugensberg                      | Eisenach Dr.-Moritz-Mitzenheim-Straße 50° 58′ 24″ N, 10° 19′ 40,5″ O | ehemals evangelisch-lutherischer Bischofssitz |
|      | Methodistische Kirche                   | Eisenach Goethestraße 42 50° 58′ 39,5″ N, 10° 19′ 28,9″ O            | methodistisch                                 |
|      | Neuapostolische Kirche                  | Eisenach Uferstraße 11 50° 58′ 42,4″ N, 10° 19′ 38″ O                | neuapostolisch                                |
|      | St.-Nikolai-Kirche                      | Eisenach Karlsplatz 50° 58′ 33,9″ N, 10° 19′ 33,2″ O                 | evangelisch-lutherisch                        |
|      | Paul-Gerhard-Kirche                     | Eisenach Graf-Keller-Straße 50° 59′ 6,8″ N, 10° 19′ 16,9″ O          | evangelisch-lutherisch                        |
|      | Predigerkirche                          | Eisenach Predigerplatz 50° 58′ 29″ N, 10° 19′ 0″ O                   | (profaniert)                                  |
|      | Gemeindehaus der Eisenacher Adventisten | Eisenach Obere Predigergasse 11 50° 58′ 26,5″ N, 10° 19′ 2,1″ O      | Siebentags-Adventisten                        |
|      | Werner-Sylten-Haus                      | Eisenach Ludwigstraße 38 50° 58′ 28,6″ N, 10° 20′ 42,8″ O            | evangelisch-lutherisch                        |
|      | Dorfkirche                              | Göringen Hauptstraße 50° 59′ 40,3″ N, 10° 11′ 26″ O                  | evangelisch-lutherisch                        |
|      | Dorfkirche                              | Hötzelsroda Eisenacher Straße 51° 0′ 38,7″ N, 10° 21′ 57,6″ O        | evangelisch-lutherisch                        |
|      | Kirche Hörschel                         | Hörschel Parkstraße 2 51° 0′ 24,7″ N, 10° 13′ 39,8″ O                | evangelisch-lutherisch                        |
|      | Trinitatiskirche                        | Madelungen Max-Kürschner-Straße 51° 1′ 4,2″ N, 10° 17′ 16″ O         | evangelisch-lutherisch                        |
|      | Kirche Neuenhof                         | Neuenhof Schulplan 50° 59′ 50″ N, 10° 12′ 46″ O                      | evangelisch-lutherisch                        |
|      | St.-Ulrich-Kirche                       | Neukirchen Kirchstraße 1 51° 1′ 18,7″ N, 10° 20′ 13,6″ O             | evangelisch-lutherisch                        |
|      | St.-Margarethen-Kirche                  | Stedtfeld Kirchweg 50° 59′ 27,8″ N, 10° 15′ 30,6″ O                  | evangelisch-lutherisch                        |
|      | Dorfkirche                              | Stockhausen Nessetalstraße 50° 59′ 25,7″ N, 10° 22′ 40,3″ O          | evangelisch-lutherisch                        |
|      | Dorfkirche                              | Stregda An der Kirche 51° 0′ 15,8″ N, 10° 18′ 40,5″ O                | evangelisch-lutherisch                        |
|      | Fachwerkkirche Wartha                   | Wartha Unterdorf 50° 59′ 44,3″ N, 10° 12′ 21,3″ O                    | evangelisch-lutherisch                        |
|      | Burgkapelle                             | Wartburg 50° 57′ 56,9″ N, 10° 18′ 23,7″ O                            | (wird ökumenisch genutzt)                     |